# Lorenzo Bregno
Pour les articles homonymes, voir Bregno.

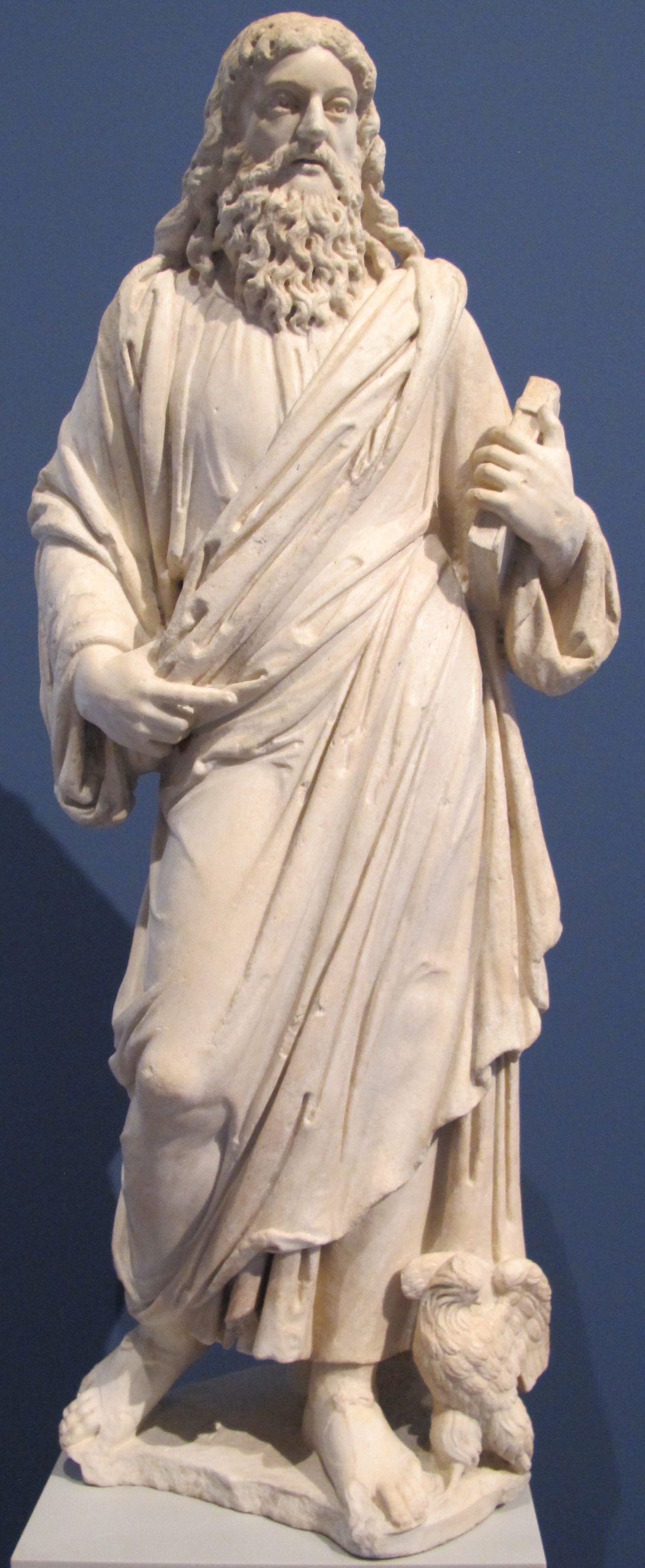
Saint Jean l'Évangéliste (ca. 1510), Musée Bode

Lorenzo Bregno (Osteno, c. 1475/1485 - Venise, 1523) est un sculpteur italien.

## Biographie
Lorenzo Bregno est fils de Paul Bregno, également sculpteur, et est frère de Jean-Baptiste Bregno ; il y a peu d'informations sur les années de son apprentissage, mais il suit certainement son père sur les différents chantiers vénitiens (Padoue, Trévise), et il est probable que cela se soit déroulé dans le cadre du travail de Pietro Lombardo.
Il commence sa carrière dans l'atelier de son frère, où il commence à se faire un nom en sculptant la statue de Saint Paul (1508-1513) et les bas-reliefs des Evangélistes dans les pendentifs du dôme (1511-1514) de la chapelle du Saint-Sacrement de la cathédrale de Trévise sur laquelle travaille Jean-Baptiste. Son frère meurt en 1514 et Lorenzo Bregno hérite de ses affaires.